# Кампи (коммуна)
Кампи (фр. Campi, корс. Campi) — коммуна во Франции, находится в регионе Корсика. Департамент коммуны — Верхняя Корсика. Входит в состав кантона Моита-Верде. Округ коммуны — Корте.
Код INSEE коммуны — 2B053.

## Население
Население коммуны на 2008 год составляло 23 человека.
| 1962 | 1968 | 1975 | 1982 | 1990 | 1999 | 2008 |
| ---- | ---- | ---- | ---- | ---- | ---- | ---- |
| 76   | 78   | 42   | 40   | 32   | 28   | 23   |

## Экономика
В 2007 году среди 8 человек в трудоспособном возрасте (15—64 лет) 3 были экономически активными, 5 — неактивными (показатель активности — 37,5 %, в 1999 году было 64,3 %). Из 3 активных работали 3 человека (2 мужчины и 1 женщина), безработных не было. Среди 5 неактивных 3 человека были пенсионерами, 2 были неактивными по другим причинам.